# Simotata
Simotata (greacă Σιμωτάτα ) este un oraș în Grecia în prefectura Kefalonia.